# Stèles frontières d'Akhenaton

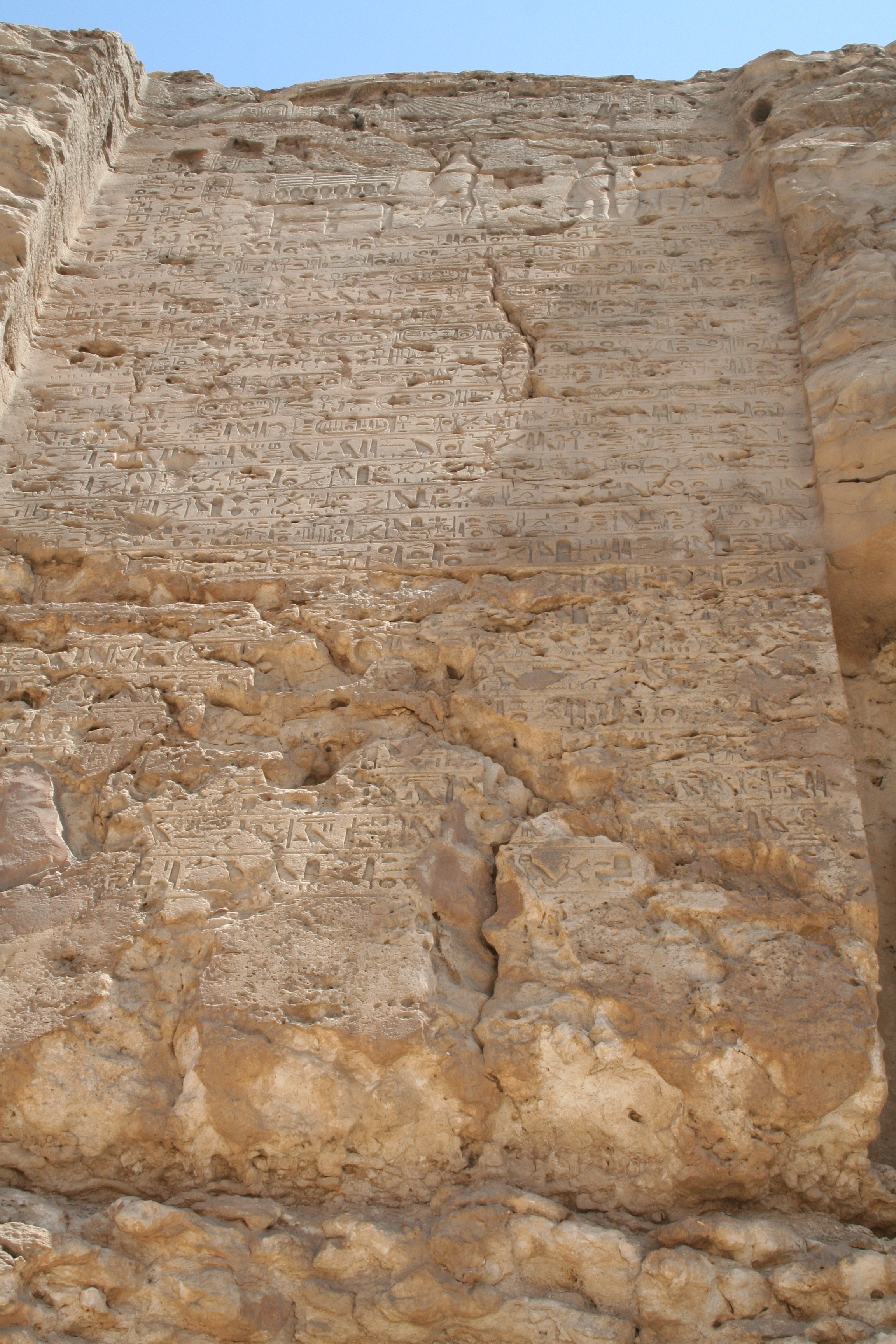
Stèle frontière « U », à Amarna, en Haute-Égypte.

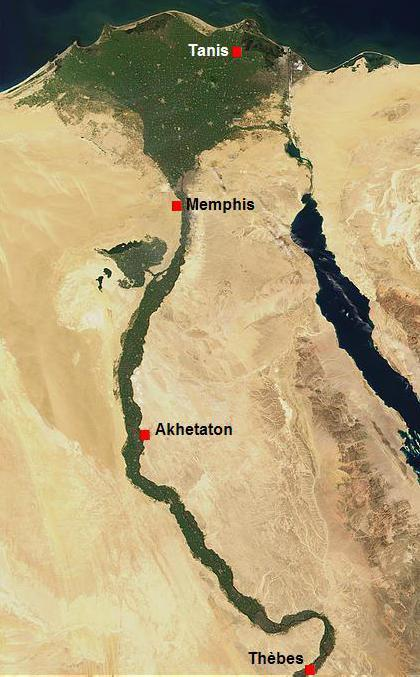
Emplacement d'Akhetaton, à mi-chemin entre Memphis et Thèbes.

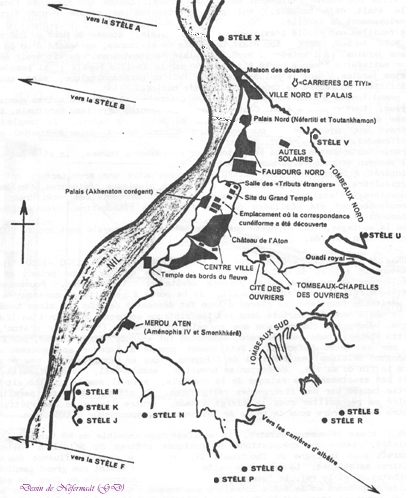
Plan du site d'Amarna (Akhetaton) avec indication de l'emplacement des stèles frontières, autour du site.

Les stèles frontière d'Akhenaton sont un ensemble de seize stèles monumentales entourant le site d'Amarna, emplacement de la capitale Akhetaton créée en Moyenne-Égypte par Akhenaton, le dixième pharaon de la XVIIIe dynastie.
Ces ensembles monumentaux sont creusés dans les falaises entourant et délimitant le site. Le nom de l'ancienne capitale Akhetaton signifiait « Horizon de Aton », le Dieu unique sous Akhenaton. Le pharaon Akhenaton a commandé la construction d'Akhetaton au cours de la cinquième année de son règne, le dixième de la XVIIIe dynastie, pendant le Nouvel Empire. Akhetaton servait d'espace sacré pour le dieu Aton, dans un lieu jusqu'alors inhabité (et qui l'est redevenu ensuite), choisi à peu près à mi-chemin entre Memphis et Thèbes, au Tell El-Amarna actuel. 
Les stèles frontières comportent le décret de fondation de la nouvelle capitale Akhetaton et des ajouts ultérieurs à ce texte, qui précisent les limites du site et décrivent l'objectif de sa fondation par le pharaon. Au total, seize stèles ont été découvertes autour du site et dans la région. Selon l'égyptologue Barry Kemp, le pharaon Akhenaton n'a pas « conçu Akhetaton comme une ville, mais comme un territoire sacré ».
Plusieurs de ces stèles ont été endommagées depuis leur découverte ; l'une d'elles a entièrement disparu.
Les inscriptions de ces stèles sont une source majeure d'information pour la compréhension de la pensée d'Akhenaton, de ses réformes religieuses et de leur contestation, qui y est évoquée. Plusieurs passages donnent lieu à des conjectures débattues entre spécialistes.

## Découverte et publication
Seize stèles frontières ont jusqu'à présent été découvertes à Tell El-Amarna, de 1714 à 2006. 
Le prêtre jésuite français Claude Sicard est le premier européen à attirer l'attention sur ces stèles. Il publie un croquis de la « stèle A » et une description du site après l'avoir visité en 1714. La stèle U est découverte par Anthony Charles Harris et George Gliddon en 1840. Une autre stèle est découverte par George Lloyd of Brynestyn au début des années 1840. Lloyd fait une copie de la stèle P, qui est publiée avec une nouvelle copie de la stèle A et une copie de la stèle U faite par Émile Prisse d'Avesnes. Prisse est le premier à se rendre compte, sur la base des inscriptions des stèles, qu'il doit y avoir au moins six stèles qui délimitent le site. 
En 1843 et 1845, Karl Richard Lepsius se rend à son tour sur le site avec une expédition prussienne. Il découvre quatre nouvelles stèles, appelées plus tard conventionnellement stèles K, M, N et R. 
L'usage conventionnel de désigner les stèles par une série discontinue de lettres permet de laisser la place pour de nouvelles découvertes possibles. Cet usage est institué par Flinders Petrie dont les travaux avec le relevé d'Amarna sont publiés en 1894. En 1892, Petrie découvre six nouvelles stèles sur le site : les stèles B et F du côté ouest du Nil, et les stèles J, L, P et V du côté est. Parmi les stèles découvertes antérieurement, seule la stèle A est située du côté ouest. En 1893, Percy Newberry découvre la stèle Q sur la rive est.
Jean Daressy publie en 1893 la première traduction imprimée des parties lisibles du texte, en se basant sur des copies des stèles S et R, et en utilisant des variantes trouvées sur les stèles A et U. En 1898, les stèles J, K, M, N, Q, R, S, et U sont copiés par Georg Steindorff. Celui-ci photographie également le site et les stèles, dont il rapporte quelques fragments avec lui en Allemagne. Steindorff met ensuite ses documents à la disposition de la Société d'exploration de l'Égypte. En 1901, Norman de Garis Davies découvre la stèle la plus septentrionale sur la rive est, ce qui l'amène à inclure ces stèles frontières dans sa publication sur les « Tombes rocheuses d'El Amarna » en 1908. La publication de Davies comprend une traduction des deux différents ensembles de stèles, que Davies appelle « Proclamation antérieure » et « Proclamation ultérieure », ainsi que des textes qui ont été ajoutés aux stèles de la Proclamation postérieure, au cours de l'année huit du règne d'Akhenaton. Le dernier ajout aux stèles A et B est appelé « Colophon » par Davies. 
Une traduction partielle des stèles figure également dans l'ouvrage de James Henry Breasted,  Anciennes inscriptions égyptiennes, qu'il publie en 1906. Une stèle supplémentaire, la seizième, est découverte par une mission archéologique de la Société d'exploration de l'Égypte, pendant la saison 2005-2006 ; cette stèle est appelée la stèle H.

## Inscriptions sur les stèles

### Proclamation initiale
Les stèles K, M et X du côté est du Nil contiennent ce que Davies a appelé la « proclamation initiale » (Earlier Proclamation). Ces trois stèles contiennent des lignes de texte verticales et horizontales. La stèle K est la mieux conservée. Elle a été conçue pour remplacer la stèle M qui a été endommagée très tôt, nécessitant ainsi son remplacement. 
La stèle K et la stèle M sont toutes les deux situées à la frontière sud du site. Leur texte dans ses lignes horizontales se lit de gauche à droite, en s'éloignant du centre du site. La stèle X est située à la frontière nord du site, elle est l'image miroir des stèles K et M : ses lignes horizontales se lisent au contraire de droite à gauche, également en s'éloignant du centre du site. 
L'inscription sur les stèles K, M et X est datée de la cinquième année royale d'Akhenaton au jour 13 de la saison de Péret, la deuxième saison des crues du Nil. Ces trois stèles comportent la titulature complète du dieu Aton, ainsi que les titres du pharaon Akhenaton et de sa femme Néfertiti. Les stèles décrivent également la fondation du site par le pharaon, les raisons de son choix, la disposition proposée du site, les instructions concernant les sépultures de la famille royale et de certains notables, et les instructions pour l'entretien du culte d'Aton. 
La proclamation initiale comprend également une promesse d'Akhenaton de construire divers temples et autres structures au dieu Aton sur ce même lieu. La dernière partie du texte est fragmentaire et donne lieu à diverses interprétations.

### Proclamation ultérieure
Ce que Davies appelle la « Proclamation ultérieure » (Later Proclamation) a été gravée sur les stèles J, N, P, Q, R, S, U et V du côté est du Nil, et sur les stèles A, B et F du côté ouest. L'inscription de la Proclamation ultérieure est datée de la sixième année du règne d'Akhenaton au jour 13 de la saison de Péret, ce qui correspond au premier anniversaire de la Proclamation initiale, et comprend un « renouvellement du serment » qui figure dans la précédente proclamation concernant l'emplacement et la permanence du site avec quelques modifications pour inclure un territoire plus vaste, comprenant en particulier une bande de terres agricoles du côté ouest du fleuve. 
La titulature du dieu Aton y est également présente, ainsi qu'une répétition d'une grande partie de la proclamation initiale. La Proclamation ultérieure comprend une description des événements qui ont eu lieu après l'inscription de la Proclamation antérieure, comme un voyage du pharaon jusqu'au rocher sud-est du site. La Proclamation ultérieure mentionne également six stèles frontières principales qui délimitent le site.

### Répétition du serment et du colophon
Au début de l'année huit du règne d'Akhenaton, dans la saison de Peret, une répétition du serment d'Akhenaton concernant le site est ajoutée aux stèles présentant la Proclamation ultérieure. Plus tard dans la même année du règne, dans la saison Akhet, un autre texte, appelé « Colophon » par Davies, est ajouté aux stèles A et B. Ce colophon contient une réaffirmation des frontières et de la propriété d'Aton sur le site.

### Stèle L
La stèle L est découverte en 1892 par Petrie. Elle se situe à environ sept mètres au sud de stèle M. La stèle L est différente des autres stèles par sa petite taille et son état très endommagé, beaucoup moins lisible. Davies n'a pas inclus la stèle L parmi les stèles frontières en raison de sa nette différence avec les autres stèles.

## But des stèles
Les stèles frontières d'Akhenaton ont été sculptées à plusieurs endroits autour de la ville nouvelle d'Akhetaton, construite par le pharaon Akhenaton pour son dieu Aton. 
Le but de ces stèles est à la fois de délimiter le territoire du lieu sacré d'Aton, et d'informer publiquement sur les intentions du pharaon et la nature du site en tant que lieu sacré pour Aton. Monuments royaux commandés par le pharaon, ces stèles sont en elles-mêmes le moyen de favoriser les entreprises du monarque promouvant le culte d'Aton, et de condamner ceux qui veulent s'opposer à ses réformes. 
Ces stèles frontières sont une source majeure d'informations sur les réformes religieuses d'Akhenaton, car elles comportent la titulature complète du dieu Aton et d'autres indications sur le culte pratiqué à Akhetaton. Elles sont des artefacts historiques majeurs, très utiles aux historiens, archéologues et égyptologues.

## Conjectures
Les stèles X, M et K ont une image gravée au-dessus du texte, montrant Akhenaton et Néfertiti adorant le dieu Aton, en compagnie de leur fille Mérytaton. Leur deuxième fille Mâkhétaton a ensuite été ajoutée aux gravures de la stèle K, ce qui indique que sa naissance a dû avoir lieu quelque temps après la cinquième année du règne d'Akhenaton, année de la proclamation initiale. 
Un autre personnage non identifié a également été ajouté à la stèle K, tandis que la stèle X, et probablement aussi la stèle M endommagée, ne représentent que Meketaten, la deuxième fille, et ses parents. Le texte de la Proclamation initiale ne mentionne que Meketaten et non ses sœurs cadettes. Les stèles sur lesquelles est inscrite la Proclamation ultérieure sont plus élaborées que les précédentes et comprennent des gravures rupestres représentant le pharaon et sa femme, ainsi que deux de leurs filles, suggérant que la deuxième fille est née au moment où ces stèles ont été sculptées en l'an six d'Akhenaton. 
En plus de la deuxième fille qui a été ajoutée à la stèle K, une troisième fille est ajoutée aux stèles A, B, P, Q et U, qui portent toutes la proclamation ultérieure et sont donc datées de six ans ou plus du règne d'Akhenaton. Cela a conduit Murnane et Van Siclen à en conclure que seule Meritaten était déjà née lors de la cinquième année du règne, tandis que sa sœur cadette Meketaten est très probablement née au cours de la cinquième ou de la sixième année, et la troisième princesse Ânkhésenpaaton vers la fin de la sixième année au plus tôt, mais très probablement au cours des sept ou huit années précédant l'achèvement des stèles suivantes.
En raison de la partie fragmentaire de la Proclamation initiale faisant mention de certaines choses peu recommandables que le pharaon avait entendues à Thèbes, la théorie d'un conflit avec les grands prêtres d'Amon de Thèbes a été avancée par plusieurs spécialistes. Barry Kemp soutient que la pleine expression des croyances d'Akhenaton « exigeait la création d'un emplacement physique sacré » et que les stèles frontières sont « le témoignage personnel le plus complet permettant de savoir ce qu'il avait en tête ».

## État des stèles
Au moins neuf des seize stèles ont été endommagées par des voleurs et une autre, la stèle F, a complètement disparu. Deux autres, les stèles P et Q, ont également été pratiquement détruites.

## Titulature d'Aton
La titulature complète du dieu Aton dans la Proclamation initiale est : « le Bon Dieu, qui se réjouit [en Maât], Seigneur du ciel, Seigneur de [la terre] ; le [grand vivant] O[rbe qui illumine] les deux rives ; (mon [?]) Père, l'Aton ; le grand Orbe vivant qui est en jubilé dans la [maison] de l'Orbe dans « Horizon de l'Orbe » ».
La titulature telle qu'elle est inscrite dans la Proclamation ultérieure est légèrement différente et se lit comme suit : « le Bon Dieu qui se contente de Maât, le Seigneur du ciel, le Seigneur de la terre, le grand Orbe vivant qui illumine les deux rives. Vive le (divin, royal) Père, l'Aton, de la vie donnée éternellement pour toujours, le grand Orbe vivant qui est en jubilé dans le domaine de l'Orbe dans « Horizon de l'Orbe » ».